# Mårslet skole
Mårslet skole er en offentlig folkeskole der ligger på Testrupvej 4 i Mårslet.
Den ældste nuværende skolebygning blev indviet 28. april 1931 med plads til fem klasser. 
Skolen er blevet udbygget fire gange: 1966/1967,1970,1977/1978 og 2010.
Ved skolens 50-års jubilæum i 1981 var den vokset til 32 klasser og 633 elever.
Skolen er delt op i fire "huse" A, B, C og D. I dag har man 880 elever på skolen.
Aarhus Kommune installerede et batteri til overskudsstrøm fra skolens solceller og billig strøm fra elnettet.